# جیمز ویلسون (بازیکن فوتبال)
جیمز انتونی ویلسون (انگلیسی: James Anthony Wilson؛ زادهٔ ۱ دسامبر ۱۹۹۵) بازیکن فوتبال اهل انگلستان است.

## زندگی حرفه‌ای
ویلسون در بیدولف، استافوردشر به دنیا آمد و در سن هفت سالگی زندگی حرفه‌ای خود را در منچستر یونایتد شروع کرد.